# Michael Katsidis
Michael Alan Katsidis (* 15. August 1980 in Toowoomba) ist ein australischer Profiboxer griechischer Abstammung und ehemaliger, zweifacher Interimweltmeister der World Boxing Organization (WBO) im Leichtgewicht.
Er ist ein schneller Angriffsboxer mit durchgehenden, harten Schlagattacken und guten Nehmerfähigkeiten, vernachlässigt dabei aber häufig die Defensive, weshalb er oftmals schwer gezeichnet aus seinen Kämpfen hervorging. Aufgrund dieser Eigenschaften wird er von Boxkommentatoren gern mit Arturo Gatti verglichen.

## Amateurkarriere
Michael Katsidis begann im Alter von elf Jahren mit dem Boxsport und gewann 75 von 81 Amateurkämpfen. Seine größten Erfolge waren der Australische Meistertitel 2000, der Gewinn der 22. Ozeanischen Meisterschaften in Canberra 2000, sowie der Gewinn der 6. Arafura Games in Darwin 2001. Alle drei Erfolge erzielte er im Leichtgewicht.
In dieser Gewichtsklasse nahm er auch an den 27. Olympischen Sommerspielen 2000 in Sydney teil, wo er in der Vorrunde den Brasilianer Agnaldo Nunes Magalhães 15:6 nach Punkten besiegte, jedoch anschließend knapp mit 7:9 gegen Nurschan Karimschanow aus Kasachstan verlor.

## Profikarriere
Er startete seine Profikarriere im Dezember 2001 und blieb bis März 2008 ungeschlagen. 2002 wurde er Australischer Meister im Leichtgewicht, 2004 Australischer Meister im Halbweltergewicht.
Am 8. April 2004 besiegte er den Thailänder Kongthawat Sorkitti (42 Siege – 19 Niederlagen) durch t.K.o. in der neunten Runde und wurde daraufhin vom WBO-Verband zum neuen Asiatisch-pazifischen Meister im Leichtgewicht ernannt. Am 6. November 2004 wurde er durch einen t.K.o.-Sieg in der achten Runde gegen Sergio Rafael Liendo (62-20), Pan-pazifischer Meister der IBF im Leichtgewicht. In folgenden Kämpfen bezwang er unter anderem noch Eduardo Enrique Alvarez (30-6) und Guillermo Mosquera (38-6).
Nach 21 gewonnenen Kämpfen, davon 19 durch Knockout, boxte er am 17. Februar 2007 in London um die interime Weltmeisterschaft der WBO im Leichtgewicht gegen den Briten Graham Earl (25-1) alias The Duke. Earl ging bereits in den ersten beiden Runden dreimal zu Boden, während seine Ringecke das Handtuch warf um den Kampf zu beenden. Da dies jedoch laut Regeln des British Boxing Board of Control keinen zwingenden Grund zum Kampfabbruch darstellt, ließ Ringrichter Mickey Vann den Kampf weiterlaufen. Kurz nachdem das Handtuch geflogen kam, wurde nun auch Katsidis schwer getroffen und wurde angezählt. In der vierten Runde erlitt Earl eine Cutverletzung am linken Auge und gab den Kampf schließlich zwischen den Runden 5 und 6 auf.
Nach dem Kampf siedelte er zur Förderung seiner Boxkarriere in die Vereinigten Staaten über und ließ sich als Ausdruck seiner griechischen Abstammung, den Stern von Vergina über den Rücken tätowieren. Dabei handelt es sich um ein Emblem der Königsdynastie zur Zeit Alexanders des Großen, dessen Namen er als englische Abwandlung „The Great“ als Kampfname übernommen hat. Beim Einzug in den Ring trägt er zudem oftmals den Helm eines Spartanischen Kriegers und neben der australischen, auch die griechische Staatsflagge.
Fünf Monate nach seinem Sieg gegen Earl verteidigte er den Titel in Las Vegas einstimmig nach Punkten gegen Czar Amonsot (18-2) und hatte seinen Gegner auch zweimal am Boden.
Am 22. März 2008 traf er in Kalifornien auf den Kubaner Joel Casamayor (35-3). In einer wahren Ringschlacht ging Katsidis in der ersten Runde zweimal zu Boden, Casamayor geriet nach einem Schlag des Australiers in der vierten Runde schwer ins Wanken und flog nach einer Schlagattacke in der sechsten Runde aus dem Ring. Auch in der siebenten Runde ging Casamayor zu Boden, der Ringrichter wertete dies jedoch nicht als Niederschlag, zudem wurde dem Kubaner in Runde 9 ein Punkt wegen Tiefschlagens abgezogen. In der zehnten Runde wurde Katsidis jedoch durch einen Haymaker am Kinn getroffen und ging zu Boden. Er kam zwar nochmals hoch, wurde jedoch anschließend erneut attackiert und schwer getroffen. Der Ringrichter brach den Kampf daraufhin ab, Casamayor gewann durch t.K.o.
In seinem nächsten Kampf am 6. September 2008 in Houston stellte er sich beim Kampf um den IBO-Titel Juan Díaz (33-1). Nach einem harten Schlagabtausch über 12 Runden wurde Díaz jedoch von zwei der drei Punktrichtern zum Punktesieger erklärt, während Glen Hamada den Kampf für Katsidis gewertet hatte.
Am 31. Januar 2009 besiegte er den Argentinier Ángel Hugo Ramírez (19-4) ungefährdet durch einstimmigen Punktesieg und hatte seinen Kontrahenten gleich viermal am Boden. Am 4. April 2009 gewann er gegen den Mexikaner und zweifachen Weltmeister Jesús Chávez (44-4) durch t.K.o. in der achten Runde, da sein vom Kampf gezeichneter Gegner nicht mehr aus seiner Ecke kam. Im September 2009 konnte er sich zudem mit einem Punktesieg gegen Vicente Escobedo (21-1) erneut den interimen WBO-WM-Titel sichern.
Ein weiterer bedeutender Sieg gelang ihm am 15. Mai 2010 in London, als er den ungeschlagenen Briten Kevin Mitchell (31-0) durch t.K.o. in der dritten Runde besiegte. Anschließend wurde ihm ein Kampf um den Superweltmeistertitel der WBA und des regulären WM-Titels der WBO gegen Juan Manuel Márquez (51-5) ermöglicht. In diesem temporeich geführten Kampf in Las Vegas, gelang Katsidis in der dritten Runde ein beeindruckender Niederschlag. Er konnte jedoch sein hohes Tempo nicht halten und musste vom erfahrenen Mexikaner immer öfter schwere Treffer einstecken. In der neunten Runde schien er nahezu verteidigungsunfähig und wurde vom Ringrichter schließlich aus dem Kampf genommen.
Im April 2011 unterlag er nach guter Vorstellung dem Amerikaner Robert Guerrero (28-1) nach Punkten, gewann jedoch im August desselben Jahres durch K. o. in der dritten Runde gegen Michael Lozada (38-8).
Am 5. November 2011 verlor er in London nach Punkten gegen Ricky Burns (32-2), sowie am 13. April 2012 ebenfalls nach Punkten gegen Albert Mensah (24-3) aus Ghana. Ein für den 21. Februar 2013 geplanter Kampf musste abgesagt werden, da ihm aufgrund medizinischer Untersuchungen eine Kampfteilnahme verweigert wurde. Nach einer Magnetresonanztomographie und einer Computertomographie entschied er nach einer Rücksprache mit seiner Familie, vom aktiven Boxsport zurückzutreten.
Am 14. März 2014 bestritt er jedoch ein Comeback gegen den Indonesier Eddy Comaro (27-17) und gewann durch t.K.o. in der dritten Runde. Im Juli 2014 besiegte er erneut Graham Earl (26-4) einstimmig nach Punkten. Im Oktober 2014 verlor er jedoch vorzeitig gegen Tommy Coyle (19-2). Im März 2017 folgte ein Sieg gegen Josh King (20-4).

## Privates
Katsidis ist seit Februar 2009 verheiratet und lebt in Las Vegas. Sein älterer und zugleich einziger Bruder Stathi Katsidis gehörte zu den erfolgreichsten Jockeys in Australien und wurde im Oktober 2010 tot in seiner Wohnung aufgefunden. Als Todesursache wurde ein Mix aus Alkohol und anderen Drogen festgestellt.